# یوفد

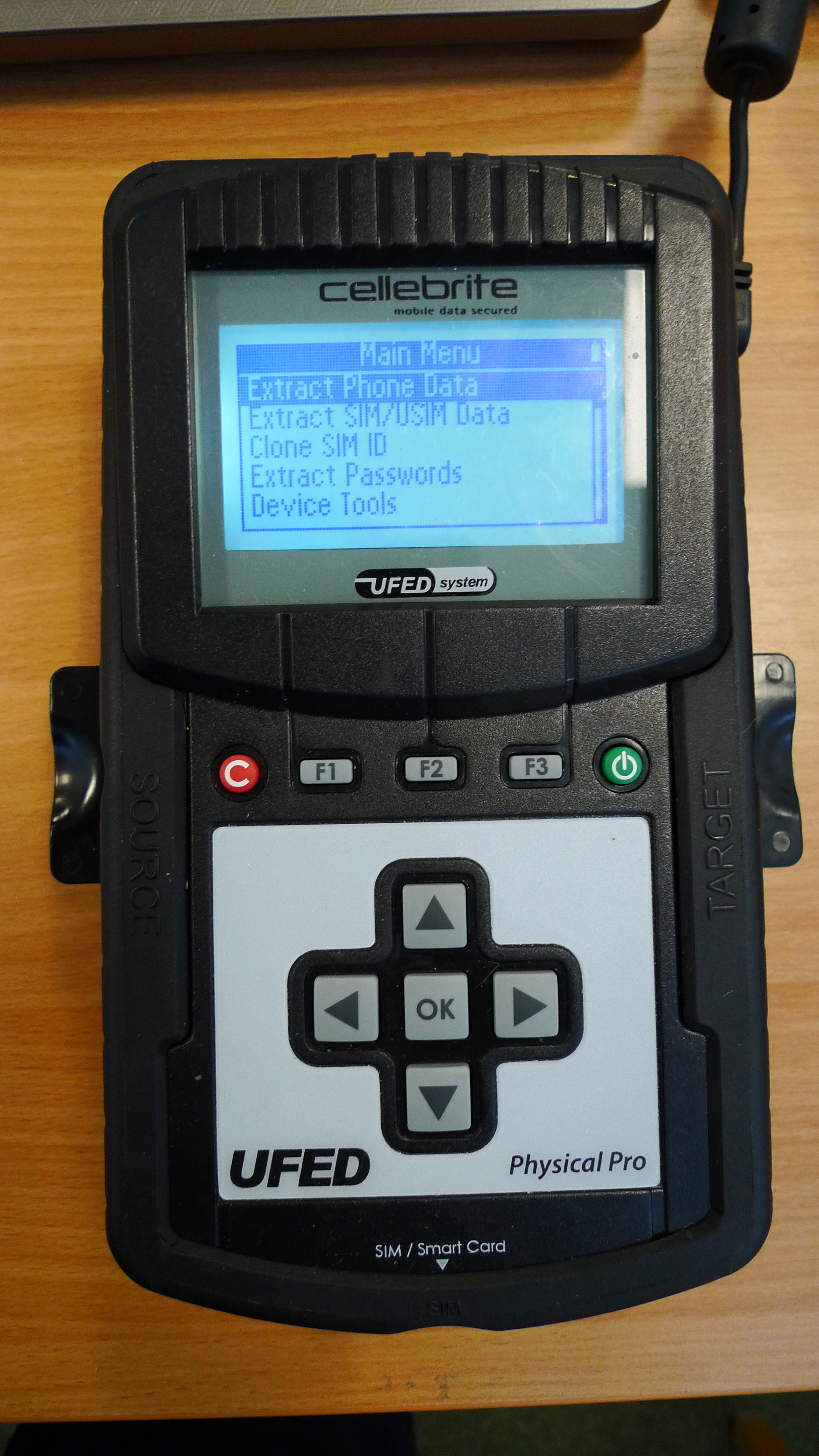
دستگاه یوفد

یوفد (به انگلیسی: UFED) (دستگاه استخراج پزشکی قانونی جهانی) یک سری محصول از شرکت اسرائیلی Cellebrite است که برای استخراج و تجزیه و تحلیل داده‌ها از دستگاه‌های تلفن همراه توسط سازمان های مجری قانون استفاده می‌شود.